# Милорадович, Владимир Родионович
Влади́мир Родио́нович Милора́дович (1851 — после 1917) — прилукский уездный предводитель дворянства, член III Государственной думы от Полтавской губернии.

## Биография
Из потомственных дворян Полтавской губернии. Сын отставного подпоручика лейб-гвардии 2-й артиллерийской бригады Родиона Николаевича Милорадовича (1803—1865), бывшего председателем Полтавской палаты уголовного суда, и жены его Елизаветы Георгиевны Ходолей. Землевладелец Прилукского уезда (400 десятин).
По окончании Полтавской гимназии поступил в Институт инженеров путей сообщения, однако курса его не окончил. Затем поселился в своем родовом имении Прилукского уезда и посвятил себя ведению хозяйства и общественной деятельности. В 1881—1883 годах был участковым мировым судьей Прилуского округа. Избирался гласным Прилукского уездного и Полтавского губернского земских собраний, председателем Прилукской уездной земской управы (1883—1895) и Прилукским уездным предводителем дворянства (1885—1917). Дослужился до чина действительного статского советника (1902). Кроме того, состоял почетным попечителем Прилукской гимназии. 
В 1907 году был избран членом Государственной думы от Полтавской губернии. Входил в русскую национальную фракцию. Состоял членом комиссий: финансовой, по судебным реформам, по исполнению государственной росписи доходов и расходов, а также по рабочему вопросу.
Судьба после 1917 года неизвестна. Был холост.

## Награды
- Орден Святой Анны 2-й ст. (1893);
- Орден Святого Владимира 3-й ст. (1899);
- Орден Святого Станислава 1-й ст. (1906);
- Орден Святой Анны 1-й ст. (1910).

- Медаль «В память царствования императора Александра III»;
- Медаль «За труды по первой всеобщей переписи населения»;
- Медаль «В память 25-летия церковных школ»;
- Медаль «В память 200-летия Полтавской битвы»;
- Медаль «В память 300-летия царствования дома Романовых».